# Профітролі

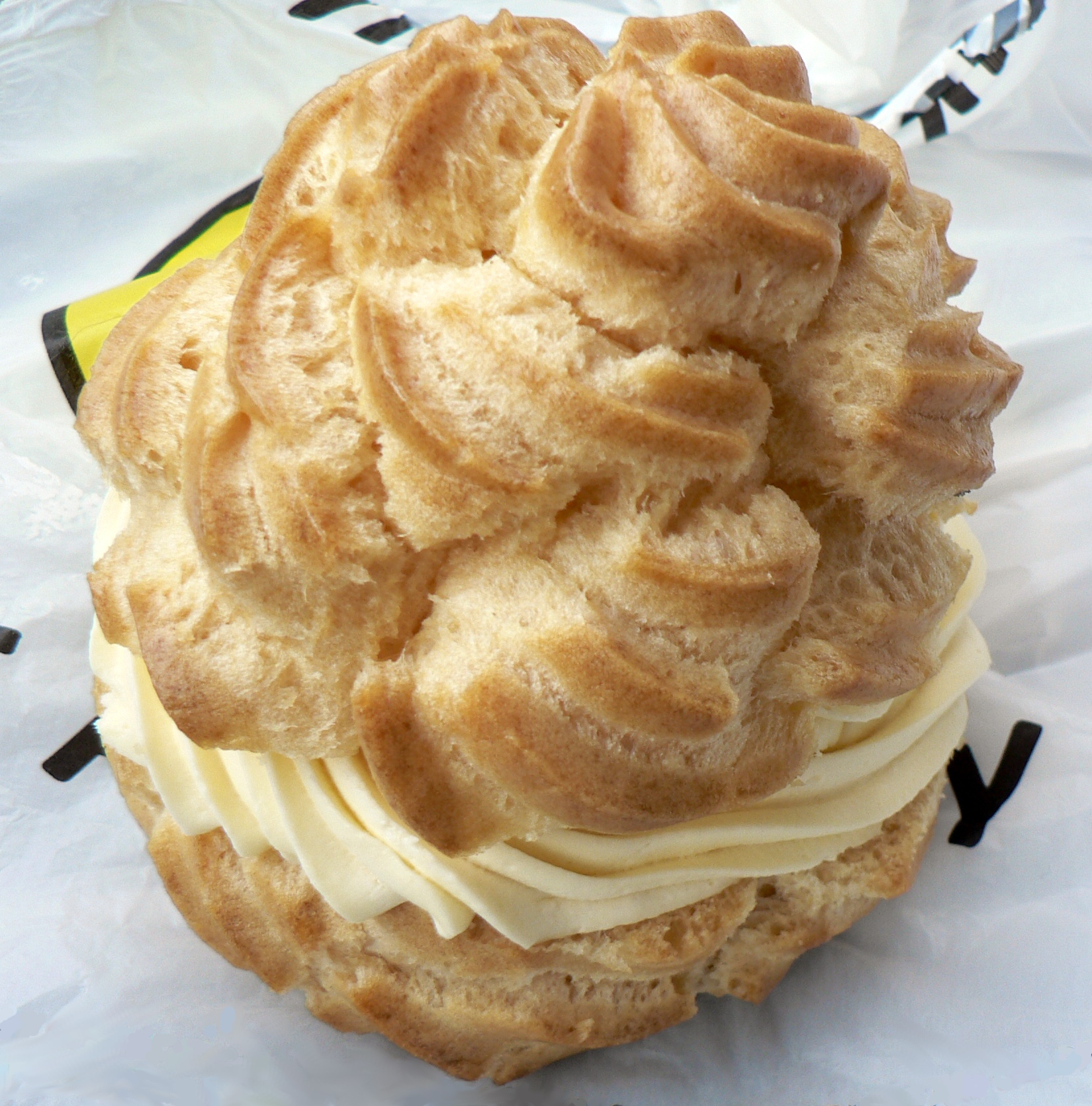

Профітролі (фр. profiterole, profit — «вигода», «користь») — невеликі (менше 4 см у діаметрі) кулінарні вироби французької кухні із заварного тіста з різними начинками (як солодкими, так і несолодкими): заварний крем, салат, гриби, м'ясо та ін.

## Історія
Слово profiterole походить від слова profit, до якого додано зменшувальний суфікс -erole. У творі Франсуа Рабле «Пантагрюель» воно означає «невеликий прибуток», «винагорода».
У XVII столітті профітролі були невеликими порожніми булочками, наповненими начинками, традиційних для тієї епохи (теляче вим'я, трюфелі, артишоки, гриби) або м'ясом курки, фазана чи іншої птиці. Їх також могли подавати як додаток до супу.
Франсуа Массіало, який вважається класиком французької кухні, в своїй книзі «Королівський та буржуазний кухар» (1698) наводить кілька рецептів жирних і пісних супів з профітролями, начиненими рубаним окостом і птицею під соусом із шампіньйонів, спаржі, серцевини артишоку, гребінців і телячих вим'їв.
Перші приклади солоних рецептів профітролів зустрічаються у французьких письменників в XVIII столітті. Вони згадуються у книзі «Трактати з кулінарії» Менона (1732), «Дарах Коміса» Франсуа Марена (1750) та «Портативному кулінарному словнику» Франсуа-Олександра Обера де Ля Шене-Десбуа, А. Ру та Ж. Гуліна (1772).
В США рецепт профітролів був завезений понад 200 років тому через Новий Орлеан. Цікавим фактом є те, що рецепт випічки майже ідентичний французькому, однак заварний крем, який є інгредієнтом оригінального французького рецепта, швидко псувався через спеку в Луізіані влітку. Таким чином, до сьогодні традиційною добавкою там стало ванільне або шоколадне морозиво, і (рідше) карамельний соус або шоколадний ганаш.
Жюль Гуффе в його «Книзі кухарства» (1870) пояснює, що профітроль — це маленький пончик.